# متبل الراهب

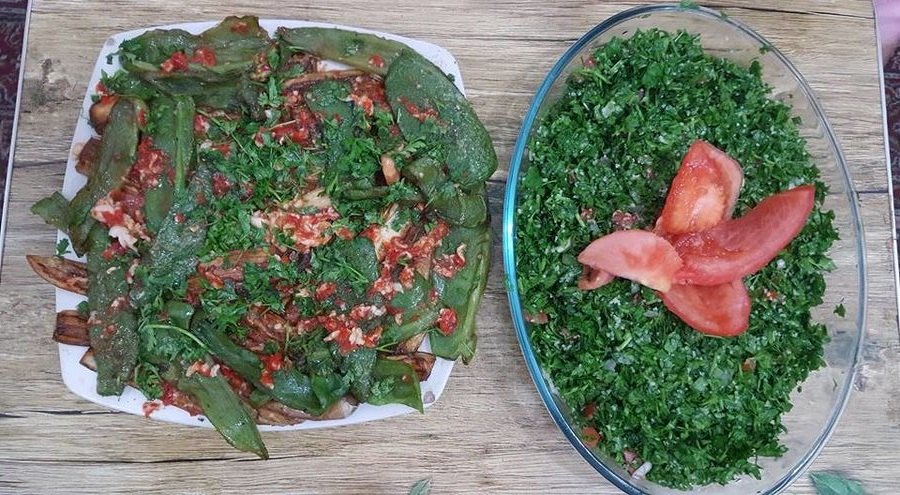
سلطة الراهب

متبل الراهب أو سلطة الراهب سلطة لبنانية تحضر من الباذنجان والطماطم وهي جزء من المقبلات في المطبخ اللبناني.